# Via Aquitania
La Via Aquitania era un'antica strada romana della Gallia, costruita intorno al 118 a.C. La via, lunga circa 400 km, congiungeva la colonia romana di Narbo Martius (Narbona) con l'oceano Atlantico passando per Tolosa e Burdigala (Bordeaux).
La strada fu realizzata intorno al 118 a.C., ma non se ne conosce chi ne commissionò la realizzazione. La sua costruzione avvenne all'indomani della vittoria ottenuta dal console romano Gneo Domizio Enobarbo insieme al generale Quinto Fabio Massimo Allobrogico contro le tribù galle degli Allobrogi e Arverni nel 121 a.C. Questa vittoria di fatto spianò la strada alla penetrazione romana nella Gallia meridionale non più ostacolata dalle tribù locali. Successivamente Enobarbo divenne proconsole della Gallia e nel 118 a.C. fondò la città di Narbo Marzio, la moderna Narbonne, e costruì la Via Domitia, cui la via Aquitania si collega proprio in Narbonne. È pertanto ritenuto probabile che la via Aquitania fu voluta dallo stesso Enobarbo per rendere più agevole la penetrazione nei territori abitati dalle tribù recentemente sconfitte.
La costruzione successiva potrebbe datarsi a Gaio Giulio Cesare (dopo la conquista della Gallia Comata) o a Marco Vipsanio Agrippa.

## Percorso
La Via Aquitania era la più importante strada della provincia romana della Gallia Aquitania, collegava questa con la provincia della Gallia Narbonense e quindi di fatto il Mare Mediterraneo con l'Oceano Atlantico.
La strada partiva da Narbonne, dove si collegava con la Via Domizia, e si dirigeva verso ovest tenendosi sulla destra del fiume Aude che oltrepassava poco prima di Carcassonne, poi si dirigeva verso nord-ovest e raggiungeva Bordeaux passando per Tolosa.
La via Aquitania è menzionata nella Tavola Peutingeriana, ove sono indicate le seguenti stazioni:
- Narbo Martius, (Narbonne)
- Villedaigne
- Lixiana, (Lézignan)
- Carcasona, (Carcassonne)
- Eburomagus, (Bram)
- Fines, (Castelnaudary)
- Badera, Baziège
- Tolosa,
- Casinomagus, (Gimont)
- Elimberrum Ausciorum Augusta, (Auch)
- Besinum, (Vic-Fezensac)
- Elusa (Clusa), (Eauze)
- Burdigalo (o Burdigala), (Bordeaux)

La moderna strada nazionale francese N113 (o D6113) ripercorre nel tratto Bordeaux - Narbonne gran parte dell'antico tracciato della Via Aquitania.